# 原町 (新宿区)
原町（はらまち）は、東京都新宿区の町名。住居表示未実施。現行行政地名は原町一丁目から原町三丁目。 

## 地理
新宿区の中東部に位置する。町域の北は喜久井町および弁天町、東は市谷柳町、南は市谷薬王寺町および河田町、南西から西は若松町に接する。町域東辺を外苑東通りが、中央付近を大久保通りが通っている。西辺の若松町との境界部に夏目坂通りが通っている。大久保通りや外苑東通り沿いには商業施設が見られるが、町域内は主として住宅地として利用される。仏教寺院も見られる。

## 世帯数と人口
2025年（令和7年）3月1日現在（新宿区発表）の世帯数と人口は以下の通りである。
| 丁目       | 世帯数    | 人口    |
| ---------- | --------- | ------- |
| 原町一丁目 | 907世帯   | 1,485人 |
| 原町二丁目 | 711世帯   | 1,264人 |
| 原町三丁目 | 1,268世帯 | 2,066人 |
| 計         | 2,886世帯 | 4,815人 |

### 人口の変遷
国勢調査による人口の推移。
| 年                 | 人口  |
| ------------------ | ----- |
| 1995年（平成7年）  | 3,903 |
| 2000年（平成12年） | 3,859 |
| 2005年（平成17年） | 4,034 |
| 2010年（平成22年） | 4,668 |
| 2015年（平成27年） | 4,701 |
| 2020年（令和2年）  | 5,202 |

### 世帯数の変遷
国勢調査による世帯数の推移。
| 年                 | 世帯数 |
| ------------------ | ------ |
| 1995年（平成7年）  | 1,796  |
| 2000年（平成12年） | 1,879  |
| 2005年（平成17年） | 2,090  |
| 2010年（平成22年） | 2,483  |
| 2015年（平成27年） | 2,614  |
| 2020年（令和2年）  | 3,023  |

## 学区
区立小・中学校に通う場合、学区は以下の通りとなる（2018年8月時点）。
| 丁目       | 番地                  | 小学校                 | 中学校                 |
| ---------- | --------------------- | ---------------------- | ---------------------- |
| 原町一丁目 | 1～13番地 18～76番地  | 新宿区立早稲田小学校   | 新宿区立牛込第二中学校 |
| 原町一丁目 | 14～17番地            | 新宿区立牛込仲之小学校 | 新宿区立牛込第二中学校 |
| 原町二丁目 | 1～12番地 30～43番地  | 新宿区立牛込仲之小学校 | 新宿区立牛込第二中学校 |
| 原町二丁目 | 13～29番地 44～72番地 | 新宿区立早稲田小学校   | 新宿区立牛込第二中学校 |
| 原町三丁目 | 14～82番地 90～92番地 | 新宿区立早稲田小学校   | 新宿区立牛込第二中学校 |
| 原町三丁目 | 1～10番地 84～89番地  | 新宿区立牛込仲之小学校 | 新宿区立牛込第二中学校 |

## 交通
町域内東部の大久保通りの下に都営地下鉄大江戸線の牛込柳町駅があり多く利用される。西部では都営地下鉄大江戸線の若松河田駅、北部では東京メトロ東西線の早稲田駅も利用可能である。他にバスの便もある。

## 事業所
2021年（令和3年）現在の経済センサス調査による事業所数と従業員数は以下の通りである。
| 丁目       | 事業所数  | 従業員数 |
| ---------- | --------- | -------- |
| 原町一丁目 | 41事業所  | 244人    |
| 原町二丁目 | 39事業所  | 329人    |
| 原町三丁目 | 60事業所  | 542人    |
| 計         | 140事業所 | 1,115人  |

### 事業者数の変遷
経済センサスによる事業所数の推移。
| 年                 | 事業者数 |
| ------------------ | -------- |
| 2016年（平成28年） | 152      |
| 2021年（令和3年）  | 140      |

### 従業員数の変遷
経済センサスによる従業員数の推移。
| 年                 | 従業員数 |
| ------------------ | -------- |
| 2016年（平成28年） | 1,422    |
| 2021年（令和3年）  | 1,115    |

## 施設
- 成城中学校・高等学校
- 原町公園
- 有島武郎旧居跡
- 経王寺 - 新宿山ノ手七福神の一つ（大黒天）。
- 幸國寺 - 江戸十大祖師の一つ。加藤清正公お手植えと伝えられる新宿区天然記念物の銀杏がある。（樹齢推定500年）
- 天祖神社 - 境内社に桃祖神社
- 常楽寺
- 瑞光寺
- 宝禄稲荷神社
- 法身寺 - 大和田建樹終焉の地
- 常泉寺
- 専念寺
- 大龍寺
- 専行寺
- 積徳寺
- 緑雲寺

## 出身・ゆかりのある人物
- 加藤清正 幸国寺
- 有島武郎
- 大和田建樹
- 岡玄卿：位置は不明だが、邸宅があった。
- 谷崎精二（早稲田大学教授[15]、英文学者）

牛込原町に居住していた。小説家谷崎潤一郎の弟。
- 谷崎英男[15]（早稲田大学教授）

## その他

### 日本郵便
- 郵便番号 : 162-0053[3]（集配局 : 牛込郵便局[16]）。